# Friedrich Rappolt (Unternehmer)

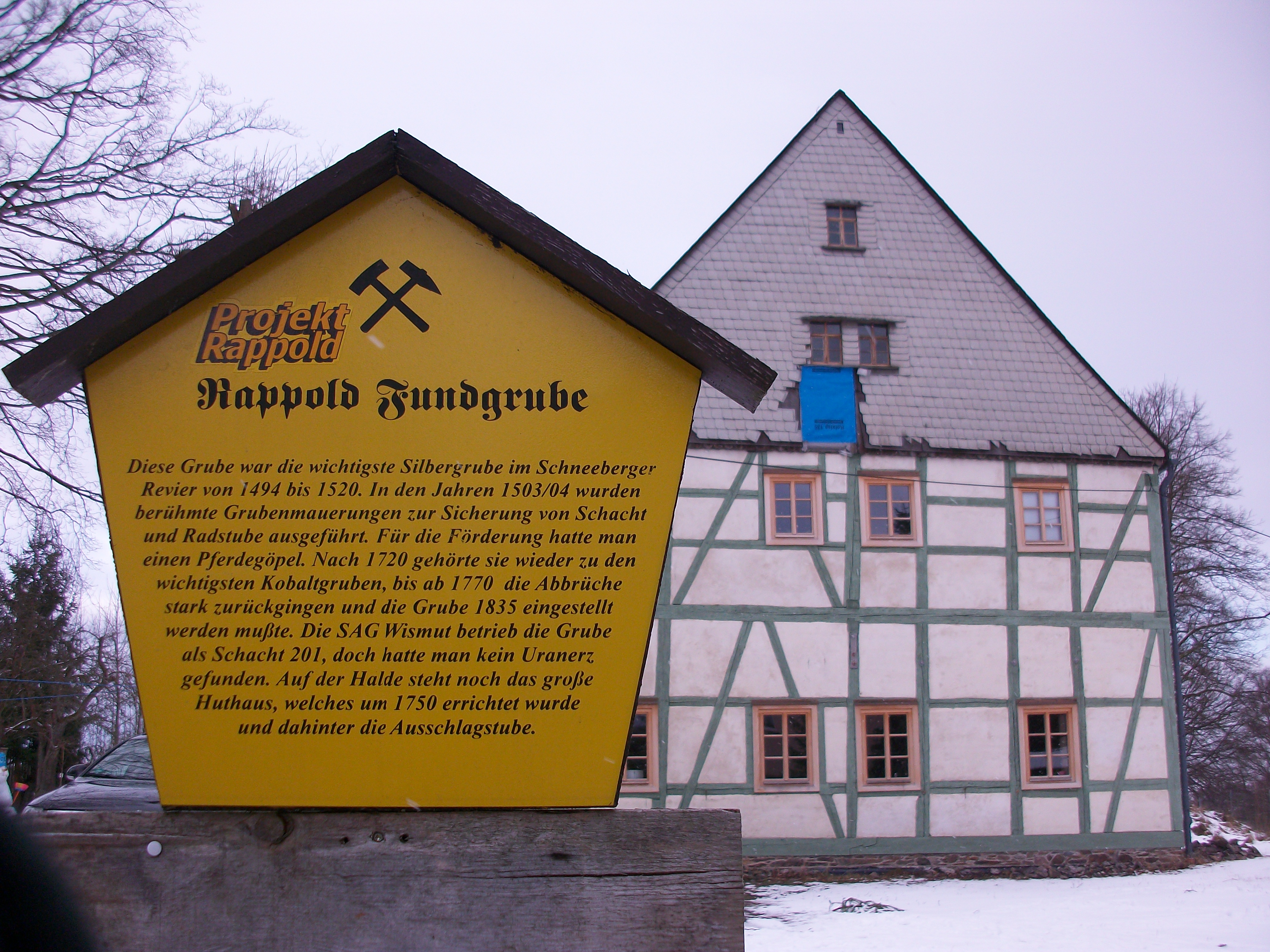
Fundgrube Rappold

Friedrich Rappolt, auch Fritz Rappold († nach 1513), war ein bedeutender Montanunternehmer, der zwischen 1475 und 1500 verschiedene Silberzechen im Erzgebirge gründete, darunter die nach ihm benannte Fundgrube in der heute zu Schneeberg gehörigen Stadt Neustädtel, die 1520 zur wichtigsten des Reviers wurde.

## Leben
Friedrich Rappolt stammte aus Nürnberg und dürfte der Sohn eines Hans Rappolt (* um 1430) gewesen sein. Möglicherweise war er Nachkomme aus dem alten Augsburger Patriziergeschlecht Rappolt, das sich seit Anfang des 15. Jahrhunderts in Nürnberg nachweisen lässt. Wann er nach Schneeberg zog, ist unbekannt. Zwischen 1475 und 1494 gründete er dort eine Grube, in der das erste Silber gefördert wurde. 1497 starb seine erste Ehefrau, worauf er die Nürnbergerin Ursula von Eyb, Tochter des Tuchhändlers Bartholomäus von Eyb heiratete. Rappolt machte sich auch in der Bergbau-Literatur einen Namen. 1503 richtete er an den sächsischen Kurfürst Friedrich III. (den Weisen) ein Schreiben, um seine Sicht der Wirtschaftlichkeit des Bergbaues darzustellen, worauf er vom Kurfürsten besondere Bergbauprivilegien erhielt. Das Dokument wurde in 17 Artikeln zum Druck gegeben und blieb als einziges seiner Werke erhalten. 1510 verkaufte er seinen Stollen in Schneeberg und verlagerte darauf seine unternehmerische Tätigkeit nach Annaberg, wo er letztmals 1513 erwähnt wurde, als er sein Haus in Nürnberg verkaufte. 
1520 wurde die Fundgrube Rappold, mit der ersten Grubenmauerung einen technischen Höchststand erreichte, zur wichtigsten im Revier. Sein Sohn erster Ehe Augustin Rappolt (* um 1495) wurde Gewerke in Sankt Joachimsthal. Sein Nachkomme war der deutsche Theologe, Rektor der Universität Leipzig und Dichter Friedrich Rappolt. Das 1991 von Lutz Schlegel in der Grube Rappold gefundene Mineral Rappoldit, trägt seinen Namen.

## Werke
- Denkschrift vom 1. Januar 1503 an den Kurfürsten Friedrich III. (der Weise) von Sachsen